# Ministerio de Salud (El Salvador)
El  Ministerio de Salud (MINSAL) de El Salvador es una institución estatal que tiene como objetivo principal coordinar y proveer la atención de la salud de los salvadoreños. Actualmente está encabezado por el Doctor Francisco Alabí Montoya, médico salvadoreño de origen palestino, desde el 27 de marzo de 2020.

## Historia
El Ministerio comenzó a configurarse en el 23 de julio de 1900, con el nombre de Consejo Superior de Salubridad, que en aquel entonces estaba adscrita al Ministerio de Gobernación.
En 1920 se fundó Dirección General de Sanidad dependiendo también del Ministerio de la Gobernación, para posteriormente en 1940 se creó la Dirección General de Sanidad que años más tarde se convertiría en el Ministerio de Asistencia Social.
En junio de 1950 se consolida como el Ministerio de Salud y Asistencia Social que en julio de 1951 inician oficialmente las actividades del área de demostración Sanitaria, proyecto conjunto con la OMS.

## Comités de Trabajo Conjunto
El Ministerio de Salud creó en 2001 una serie de comités para hacerle frente al problema de salud de El Salvador luego de los terremotos que azotaron al país en ese año, en la actualidad continúan vigentes los cuales son:
- Comité de Ejecución del programa ampliado de inmunizaciones.( PAI)
- Comité Interinstitucional de Salud Reproductiva.
- Comité intesectorial para el desarrollo integral de salud de adolescentes.
- Comité nacional en apoyo a la vigilancia de mortalidad materna-perinatal.
- Comité asesor de prácticas de inmunizaciones.
- Comité nacional intersectorial para la definición y conducción de acciones para el control y prevención del consumo de Tabaco.
- Comité nacional de vigilancia Epidemiológica.
- Comisión Nacional de Investigaciones en Salud.